# Communauté de communes du Canton de Broglie
Die Communauté de communes du Canton de Broglie (kurz CCCB) ist ein ehemaliger französischer Gemeindeverband mit der Rechtsform einer Communauté de communes im Département Eure in der Region Normandie. Sie wurde am 31. Dezember 1996 gegründet und umfasste 20 Gemeinden. Der Verwaltungssitz befand sich im Ort Broglie.

## Historische Entwicklung
Mit Wirkung vom 1. Januar 2017 fusionierte der Gemeindeverband mit
- Communauté de communes de Bernay et des Environs,
- Intercom du Pays Brionnais,
- Communauté de communes du Canton de Beaumesnil sowie
- Intercom Risle et Charentonne

und bildete so die Nachfolgeorganisation Intercom Bernay Terres de Normandie.

## Ehemalige Mitgliedsgemeinden
1. Broglie
2. Capelle-les-Grands
3. Chamblac
4. La Chapelle-Gauthier
5. Ferrières-Saint-Hilaire
6. La Goulafrière
7. Grand-Camp
8. Mélicourt
9. Mesnil-Rousset
10. Montreuil-l’Argillé
11. Notre-Dame-du-Hamel
12. Saint-Agnan-de-Cernières
13. Saint-Aubin-du-Thenney
14. Saint-Denis-d’Augerons
15. Saint-Jean-du-Thenney
16. Saint-Laurent-du-Tencement
17. Saint-Pierre-de-Cernières
18. Saint-Quentin-des-Isles
19. La Trinité-de-Réville
20. Verneusses

## Aufgaben
Die acht Themenfelder der Aufgaben waren:
1. Raumplanung
2. Wirtschafts- und Tourismusförderung
3. Abfall- und Wasserwirtschaft
4. Stadtplanung und Fahrendes Volk
5. Ferienveranstaltungen
6. Straßen- und Wegebau
7. Transport der Schulkinder
8. Jugendhilfe

Der Kommunalverband war zuständig für die Förderung der wirtschaftlichen Entwicklung, der Unterstützung von Industrie, Handel und Landwirtschaft. Dazu gehörte die Planung und Errichtung von Industriegebieten, Gewerbegebieten und Naherholungsgebieten. Er sorgte für die Wasserentsorgung, plante den Straßen- und Wegebau, baute Straßen und hielt sie instand. Außerdem war er für den Umweltschutz im Kanton zuständig, für Abfallbeseitigung, für den Tourismus und den Transport der Schulkinder.